# Pycnosarcus atavus
Pycnosarcus atavus är en insektsart som först beskrevs av Henri Saussure 1859.  Pycnosarcus atavus ingår i släktet Pycnosarcus och familjen gräshoppor. Inga underarter finns listade i Catalogue of Life.